# Trixis
Genre
Trixis est un genre de plante à fleurs de la famille des Asteraceae.

## Liste d'espèces
Selon ITIS :
- Trixis californica Kellogg
- Trixis inula Crantz